# Minhag
Minhag (hebraico: מנהג, "costume", pl. minhagim) é uma tradição aceita ou o conjunto de tradições do judaísmo.